# Jiangpinghe-Talsperre
Die Jiangpinghe-Talsperre (chinesisch 江坪河水电站, Pinyin Jiāngpínghé Shuǐdiànzhàn – „Jiangpinghe-Wasserkraftwerk“) ist eine 2010 in Betrieb genommene Talsperre zur Wasserkraftnutzung am Loushui, einem Zufluss des Li Shui im Quellgebiet des Jangtse, in der chinesischen Provinz Hubei bei den Städten Yanghe und Zouma im Kreis Hefeng.
Die insgesamt installierte Kapazität des Wasserkraftwerks beträgt 500 MW und wird durch zwei Turbinen bereitgestellt. Die Wasserkraftanlage verstärkt das zentralchinesische Stromnetz von Hubei mit durchschnittlich 1005 GWh pro Jahr.
Der Staudamm wurde als CFR-Damm ausgeführt. Der normale Wasserspiegel des Stausees wird bei 475 m über dem Meer liegen, und in der Hochwasserzeit abgesenkt auf 465,37 m. Der Betriebsraum ist 787 Millionen m³ groß.